# Alicia Valero Delgado
Alicia Valero Delgado (Zaragoza, 31 de marzo de 1978) es una ingeniera química española especializada en la exergía del capital mineral de la Tierra. Está considerada como una de las mayores expertas en Europa sobre los minerales críticos.

## Biografía
Licenciada en Ingeniería Química por la Universidad de Zaragoza en el año 2002. Durante los últimos años de carrera, realizó tres estancias Erasmus: dos en la Universidad Técnica de Berlín en el cuarto curso y para el proyecto fin de carrera; y en la Universidad Paul Sabatier de Toulouse durante el quinto curso. En el año 2005 obtuvo el máster en Ecoeficiencia, Ahorro y Alternativas Energéticas, título propio de la Universidad de Zaragoza. 

### Trayectoria profesional
Doctora en Ingeniería Química por la Universidad de Zaragoza con una tesis doctoral defendida en 2008 sobre el Estudio de la evolución exergética del capital mineral de la tierra. Para estimar la composición media mineralógica de la corteza continental superior tuvo que viajar al Reino Unido, al British Geological Survey (BGS), el centro geológico de referencia en Europa, y consultar a especialistas de España, Australia, Francia, Rusia y Polonia. Durante su investigación casi no encontró literatura científica y percibió una gran opacidad sobre lo que se está extrayendo, no se sabe ni lo que se saca, ni lo que queda en las minas existentes, estando la extracción de minerales en manos de unas pocas multinacionales que controlan el mercado y la información.
Profesora titular de la Universidad de Zaragoza, es la responsable del área de Ecología Industrial en el Instituto Universitario de Investigación Mixto de la Energía y Eficiencia de los Recursos de Aragón (Energaia). Desde 2024, es catedrática de Máquinas y Motores Térmicos en el departamento de ingeniería mecánica en la Universidad de Zaragoza.
Su actividad investigadora se ha centrado en la búsqueda de soluciones de eficiencia en el uso de los recursos y la aplicación de la termodinámica para evaluar el capital mineral de la Tierra, del cual ha recibido cuatro reconocimientos internacionales. Ha participado en una treintena de proyectos nacionales e internacionales, todos relacionados con el estudio y la optimización de energía y materiales. Forma parte de varios grupos de expertos internacionales sobre materias primas críticas.
Es coordinadora de la Cátedra CEMEX de Sostenibilidad de la Universidad de Zaragoza y miembro de los Operational Groups de la EIP de Raw Materials (2017-2020). También es miembro del Grupo de Investigación Transdisciplinar sobre Transiciones Socioecológicas “GinTRANS2” de la Universidad Autónoma de Madrid desde 2013.

## Obras
Cuenta con más de cincuenta publicaciones en revistas científicas y capítulos de libro, así como comunicaciones en congresos internacionales. Entre sus publicaciones destacan sus libros (en coautoría) dedicados a Thanatia, modelo de un hipotético planeta Tierra en el que todos los recursos minerales habrían sido extraídos de las minas y dispersados por la corteza terrestre y todos los combustibles fósiles se habrían consumido, que sirve de ambiente de referencia para realizar cálculos de exergía que estipulan el valor y la rareza de las distintas reservas minerales, permitiendo así asignarles una criticidad basada en criterios físicos y no monetarios:
- Valero Capilla, Antonio; Valero Delgado, Alicia. Thanatia: the destiny of the Earth's mineral resources: a thermodynamic cradle-to-cradle assessment. World Scientific, 2014.[13]
- Valero, Antonio; Valero, Alicia; Almazán, Adrián (entrevistador). Thanatia: los límites minerales del planeta. Icaria Editorial, 2021.[14]
- Valero, Antonio; Valero, Alicia; Calvo, Guiomar. Thanatia: Límites materiales de la transición energética. Prensas de la Universidad de Zaragoza, 2021.[15] Traducido al inglés como Thanatia: The material limits of energy transition. Springer Nature, 2021.[16]

Los libros publicados por World Scientific (2014) y Prensas de la Universidad de Zaragoza y Springer Nature (2021) son técnicos, siendo el segundo una versión actualizada y reorganizada del primero. En cambio, el libro publicado por Icaria Editorial (2021) tiene formato de entrevista, es divulgativo y está orientado a un público más general.

### Agotamiento de los recursos minerales del planeta
En sus investigaciones aborda el agotamiento de los recursos minerales del planeta, y los límites minerales de la tercera revolución industrial. La "Economía verde" (sustentada con energías renovables y bioenergías, con vehículos híbridos y eléctricos y tecnologías y objetos de consumo "smart") necesita de materiales y minerales de todos los elementos de la tabla periódica. Más que Economía verde, le denomina "Economía multicolor" o "La era de la tabla periódica". Son materias primas llamadas críticas que son escasas como el litio, el cobalto, el indio, el teluro o las tierras raras. Y pueden ser susceptibles de alimentar conflictos armados por su control, se explotan generando fuertes daños ambientales y por tanto resistencias legítimas, y cuya distribución geológica se ha concentrado en muy pocos países, algunos sociopolíticamente inestables. Constata un déficit de reciclaje de minerales, considerando que resulta muy difícil reciclar un objeto que no se ha diseñado para poder hacerlo. Valero apunta que la economía descarbonizada y digital del siglo XXI será tan dependiente de estos grandes productores de minerales como la economía fosilista el siglo XX lo fue de la OPEP. Y aunque la exergía asociada al consumo de combustibles fósiles disminuirá, lo hará a costa de un mayor consumo de minerales. Valero considera que no se puede pintar la economía de verde, hay que decrecer. Los materiales que se emplean tienen que diseñarse para que se puedan reutilizar.

## Premios y reconocimientos
- 2009 Mención de Honor: Premio Medio Ambiente y Sostenibilidad de la Fundación UCM por su tesis doctoral.[24]
- 2009 Best paper award SDEWES Conference, sponsored by UNESCO A prediction of the exergy loss of the world's mineral reserves in the 21st century, por Alicia Valero, Antonio Valero y Amaya Martínez.[25]
- 2009 AusIMM Best paper prize uno de los 5 papers, entre más de 500 presentados Exergy-A useful indicator for the sustainability of mineral resources and mining. por Alicia Valero, Antonio Valero y Gavin Mudd.
- 2014 Best paper award ECOS 2014 An exergoecological analysis of the mineral economy in Spain  por Antonio Valero, Alicia Valero, Guiomar Calvo y Oscar Carpintero.[26]
- 2020 Premio II Edición de los premios SIGRAUTO a la Innovación en Recuperación por el proyecto AWARE - Reciclado de materias primas críticas.[27]